# كينيث إل. كيسي
كينيث إل. كيسي (بالإنجليزية: Kenneth L. Casey)‏ هو عالم أعصاب أمريكي، ولد في 1935.